# ماکسیموس سوم اورشلیم
ماکسیموس سوم اورشلیم (انگلیسی: Maximus III of Jerusalem; نامشخص – ۳۴۷) یک قدیس مسیحی اولیه مسیحیت و اسقف اورشلیم از حدود سال ۳۳۳ پس از میلاد تا زمان مرگش در سال ۳۴۷ پس از میلاد بود. او سومین اسقف اورشلیم به نام ماکسیموس بود که دو نفر دیگر در نیمه دوم قرن دوم بودند.